# سیتی‌گروپ سنتر شیکاگو
سیتی‌گروپ سنتر شیکاگو، (به انگلیسی: Citigroup Center (Chicago)) آسمان‌خراش ۴۲ طبقه با ارتفاع تقریبی ۱۸۰ متر است، که متعلق به شرکت خدمات مالی و بانکداری سیتی‌گروپ بوده و در شهر شیکاگو، ایلی‌نوی مستقر می‌باشد.
ساختمان سیتی‌گروپ سنتر شیکاگو در فاصله سالهای ۱۹۸۴ تا ۱۹۸۷ توسط معمار مشهور آلمانی-آمریکایی هلموت یاهن به سبک معماری مدرن طراحی و ساخته شده‌است.